# Of Montreal
Of Montreal är en amerikansk indiepopgrupp, bildad 1997 i Athens, Georgia, och frontat av Kevin Barnes. Bandet var bland den andra vågen av grupper som anslöt sig till Elephant Six-kollektivet.

## Historia
Bandet grundades av Kevin Barnes och namngavs efter en misslyckad romans med en kvinna från Montreal, trots att historien förändras i olika intervjuer. Barnes var den enda medlemmen i gruppen innan han flyttade till Athena, Georgia. I Athens mötte han Derek Almstead, som senare kom att spela i Circulatory System, M Coast, Elf Power etc., och Bryan Poole, som också framträder som The Late B.P. Helium. Tillsammans spelade de in sitt första album, Cherry Peel, samt The Bird Who Ate the Rabbit's Flower och The Bedside Drama: A Petite Tragedy.
Efter att produktionen av albumet The Gay Parade påbörjades 1998 lämnade Poole bandet för att satsa mer på Elf Power, ett annat Elephant Sixband från Athens. Barnes fick kontakt med Jamey Huggins och Dottie Alexander, som tillsammans framträtt som Lightning Bug vs. Firefly. Dessa fick spela flera olika instrument. Derek flyttade från trummor till bas. Snart började också Andy Gonzales från Marshmallow Coast spela i Of Montreal.
Flera singlar och en återutgivning av The Bird Who Continues to Eat the Rabbit's Flower släpptes innan nästa studioalbum släpptes, The Gay Parade 1999. Med medverkande från flera musiker ur Elephant Six-kollektivet, fick även Kevins bror David Barnes skapa omslagsbilden, som kom att fortsätta skapa omslagsbilder för kommande album.
Of Montreal skrev kontrakt med Kindercore Records efter att The Gay Parade släpptes. Skivbolaget kom att släppa flera singlar och samlingsalbum. Nästa studioalbum släpptes 2001 under titeln Coquelicot Asleep in the Poppies: A Variety of Whimsical Verse. Även på detta album medverkade flera musiker från Elephant Six-kollektivet.

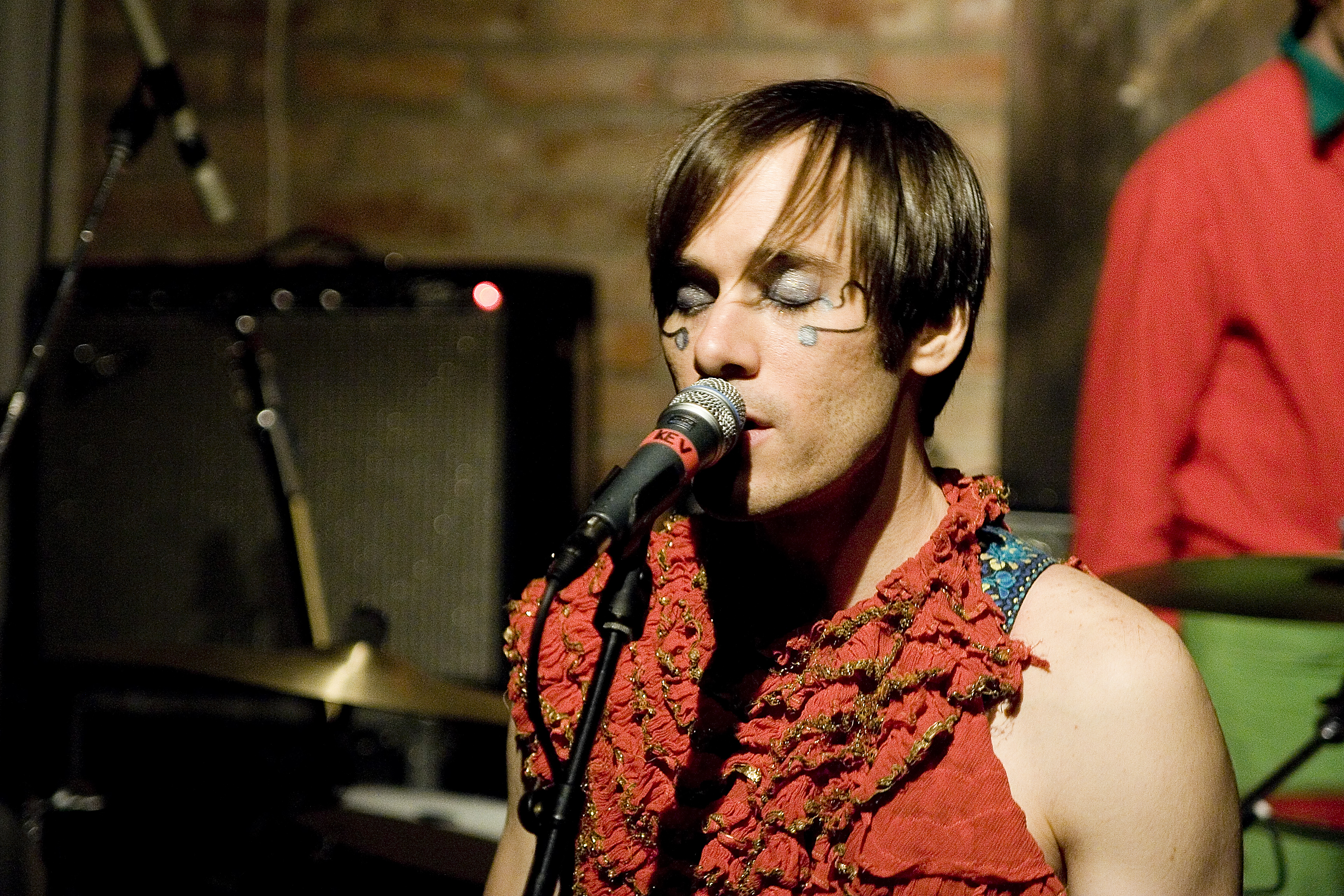
of Montreals frontman Kevin Barnes under en konsert i Göteborg, Sverige 2005.

2002 släpptes Aldhils Arboretum, med ett ganska annorlunda ljud än företrädarna, och även låtarna hade en annan struktur än tidigare. Albumet satte grundstenen i Of Montreals förändrade sound, med mer dansvänliga rytmer än tidigare. En framgångsrik turné följde albumet, och under denna gjorde gruppen sitt första besök i Storbritannien. Även en turné-EP släpptes.
Kontraktet med Kindercore Records löpte ut snart efter Aldhils Arboretum och Of Montreals status var också skadad. Kevin gifte sig, och Andy och Derek lämnade bandet. Barnes började skriva Satanic Panic in the Attic mestadels själv, och albumet släpptes 2004 på Polyvinyl Records. Detta blev också ett av gruppens mest framgångsrika album. Här byttes det till elektronisk bas, trummaskiner och synthar och albumet innehöll singlar som "Disconnect the Dots". Turnén som följde albumet gjorde att Bryan Poole från The Late B.P. Helium åter gick med i bandet, och även Kevins partner Nina spelade bas.
Stilen höll i sig till nästa album, The Sunlandic Twins, som släpptes 2005. Även detta album skrevs mestadels av Barnes själv. Skivan spelades in i Athens, med ett spår inspelat i Norge. Albumet blev mer uttalat elektroniskt. Med singlar som "So Beings Our Alabee" och MTV-klippet "Wraith Pinnes to the Mist and Other Games" blev albumet mycket framgångsrikt.
Bandet fortsatte att släppa flera singelsamlingar under början av 2006. Under tiden då Barnes bodde i Norge och Athens skrevs materialet till Hissing Fauna, Are You the Destroyer?. Stilen skiftades till självbiografiska teman som självmord, depression och isolering blev albumet en direkt produkt av hans personliga liv under denna period. Barnes släppte också en EP som skulle hänga ihop med albumet, kallad Icons, Abstract Thee. Vid en spelning 2007 i Las Vegas spelade Barnes fem låtar naken.
Of Montreals album, Skeletal Lamping, gavs ut i oktober 2008.

## Diskografi
- 1997 – Cherry Peel (Bar/None)
- 1998 – The Bedside Drama: A Petite Tragedy (Kindercore)
- 1999 – The Gay Parade (Kindercore)
- 2001 – Coquelicot Asleep in the Poppies: A Variety of Whimsical Verse (Kindercore)
- 2002 – Aldhils Arboretum (Kindercore)
- 2004 – Satanic Panic in the Attic (Polyvinyl)
- 2005 – The Sunlandic Twins (Polyvinyl)
- 2007 – Hissing Fauna, Are You the Destroyer? (Polyvinyl, #72 US)
- 2008 – Skeletal Lamping (Polyvinyl, #38 US)
- 2010 – False Priest (Polyvinyl, #34 US)
- 2012 – Paralytic Stalks (Polyvinyl)
- 2013 – Lousy With Sylvianbriar (Polyvinyl)
- 2015 – Aureate Gloom (Polyvinyl)
- 2016 – Innocence Reaches (Polyvinyl)
- 2018 – White Is Relic/Irrealis Mood (Polyvinyl)
- 2020 – Ur Fun (Polyvinyl)
- 2021 – i feel safe with you, Trash (Sybaritic Peer)